# کن فوری
کن فوری (انگلیسی: Ken Foree؛ زادهٔ ۲۹ فوریهٔ ۱۹۴۸) بازیگر تلویزیون و سینمای اهل ایالات متحده آمریکا است.
از فیلم‌ها و مجموعه‌های تلویزیونی که وی در آن نقش داشته‌است، می‌توان به به‌سوی جنوب، دالاس، طلوع مردگان، آب برای فیل‌ها، کوجک، طلوع مردگان، درخت جاشوا، هالووین، نمایش تریسی آلمن، دندان‌پزشک و مطرودین شیطان اشاره کرد.